# Dorfkirche Lotschen

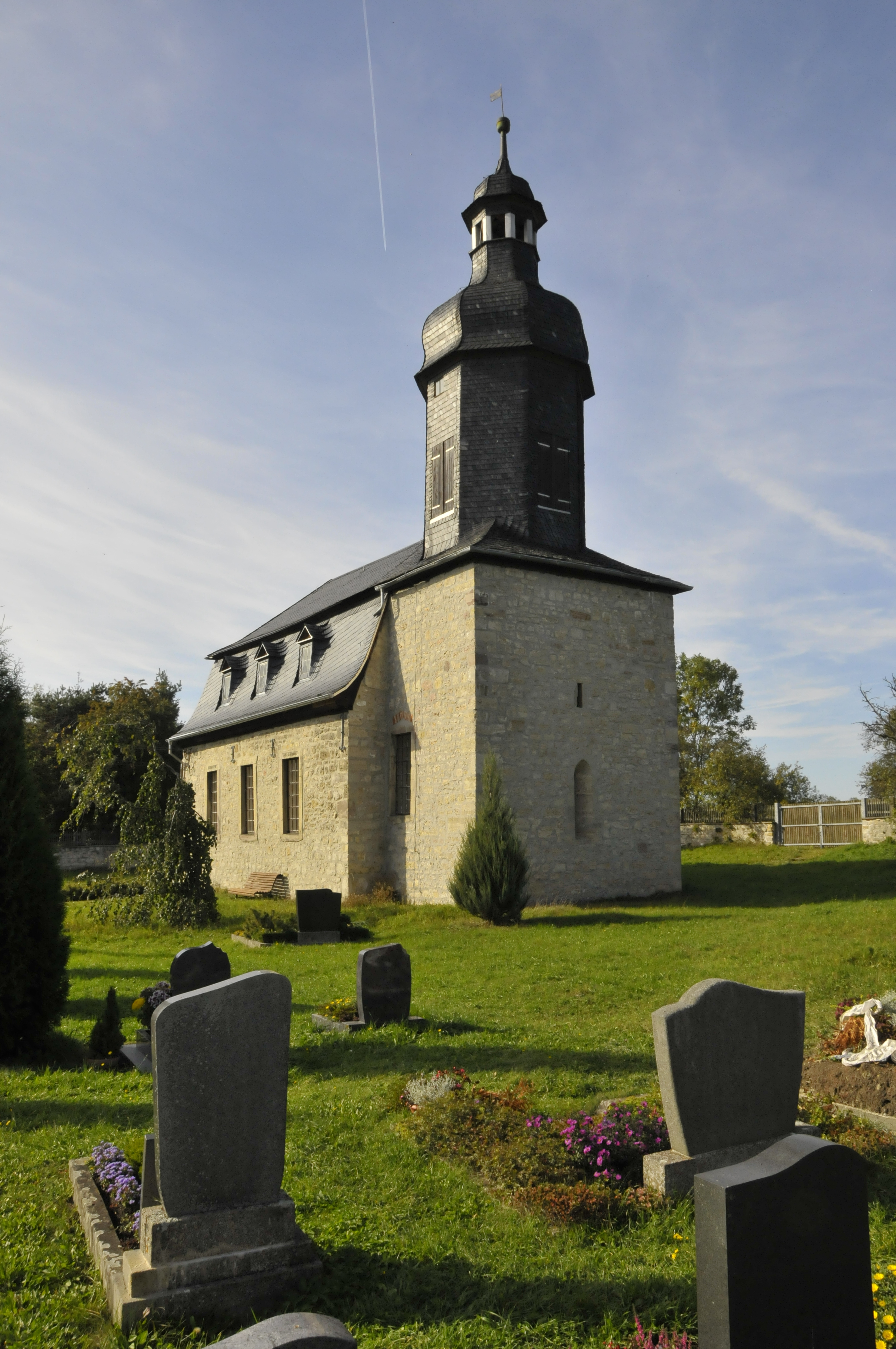
Die Kirche

Die evangelische Dorfkirche Lotschen steht im Ortsteil Lotschen der Stadt Blankenhain im Landkreis Weimarer Land in Thüringen.

## Lage
Die Dorfkirche befindet sich auf einer ebenen Anhöhe mit eingezäunten Gottesacker zentral im Dorf.

## Geschichte
Diese Dorfkirche ist ein barockes Gotteshaus aus dem 18. Jahrhundert. Sie hat ihre originale Fassung und Form erhalten und wurde 1994 gereinigt und auch etwas erneuert.

## Der Turm
Turm und Chor sind eine Einheit. Der achteckige Turm besitzt eine Uhr, eine Haube mit Laterne und Turmknopf, auf dem eine Wetterfahne steht.

## Das Kircheninnere
In der Kirche steht ein schöner Taufstein.

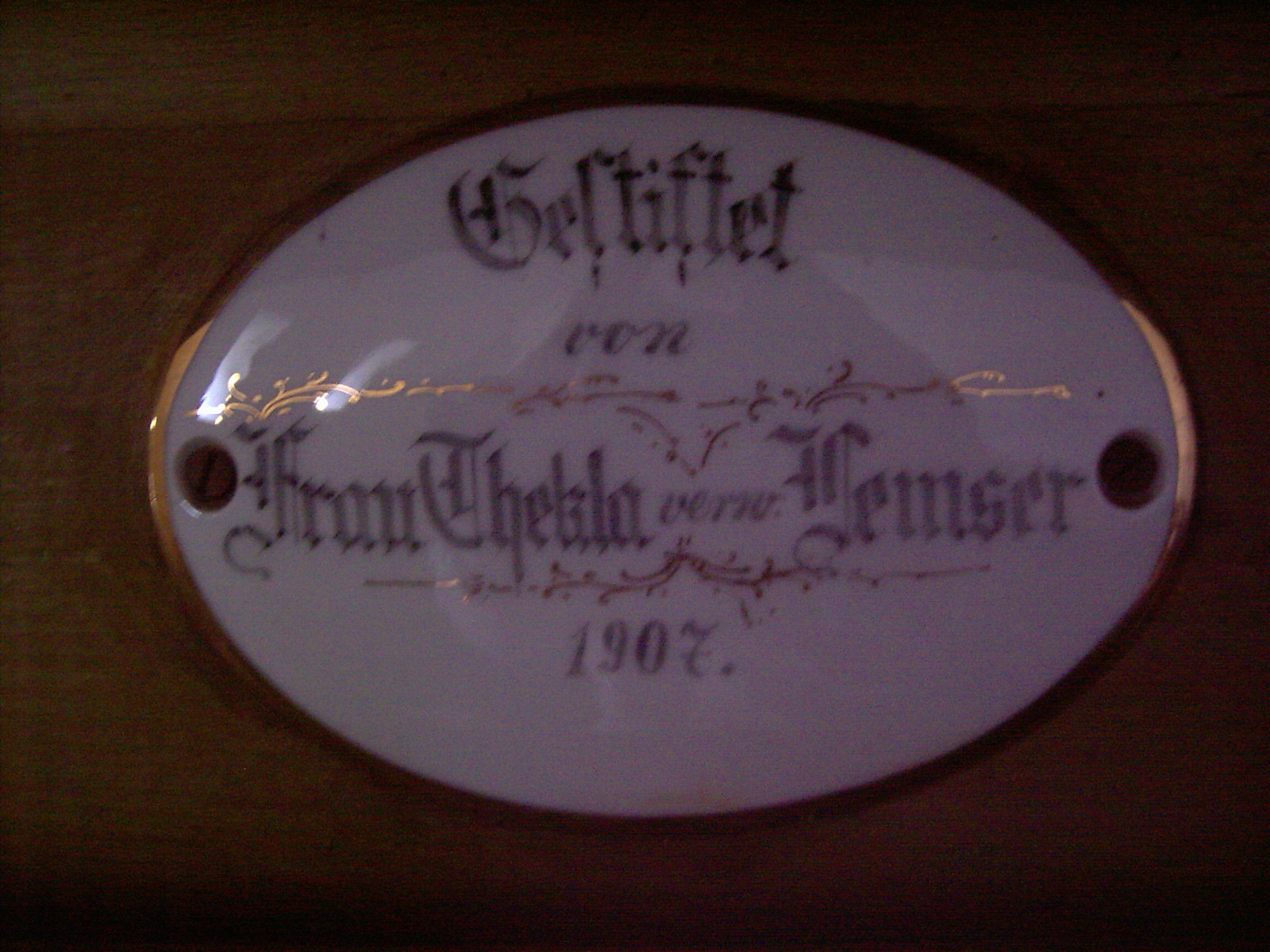
Die Orgelstifterin

## Die Orgel
1907 bauten Eifert & Müller (Stadtilm) als op. 149 mit zwei Manualen und 10 Registern. Gestiftet wurde es von Frau Thekla (verw. Semser). Es wurde auch in den folgenden Jahren von dieser Firma betreut, repariert und intoniert. 2002 setzte Hartmut Schüßler (Greiz/Gehren) beide Manuale wieder Instand.

## Die Glocke
Im Turm hängt eine der wenigen Bronzeglocken von Hans Obentbrot [Obenthrot]. Sie wurde vorher Heinrich (C)Zieg[e]ler (Erfurt) zugeschrieben. Gegossen 1506 trägt sie auf ihrer Schulter in Majuskeln die Inschrift: /ANNO D[OMI]NI 1506 IAR/.

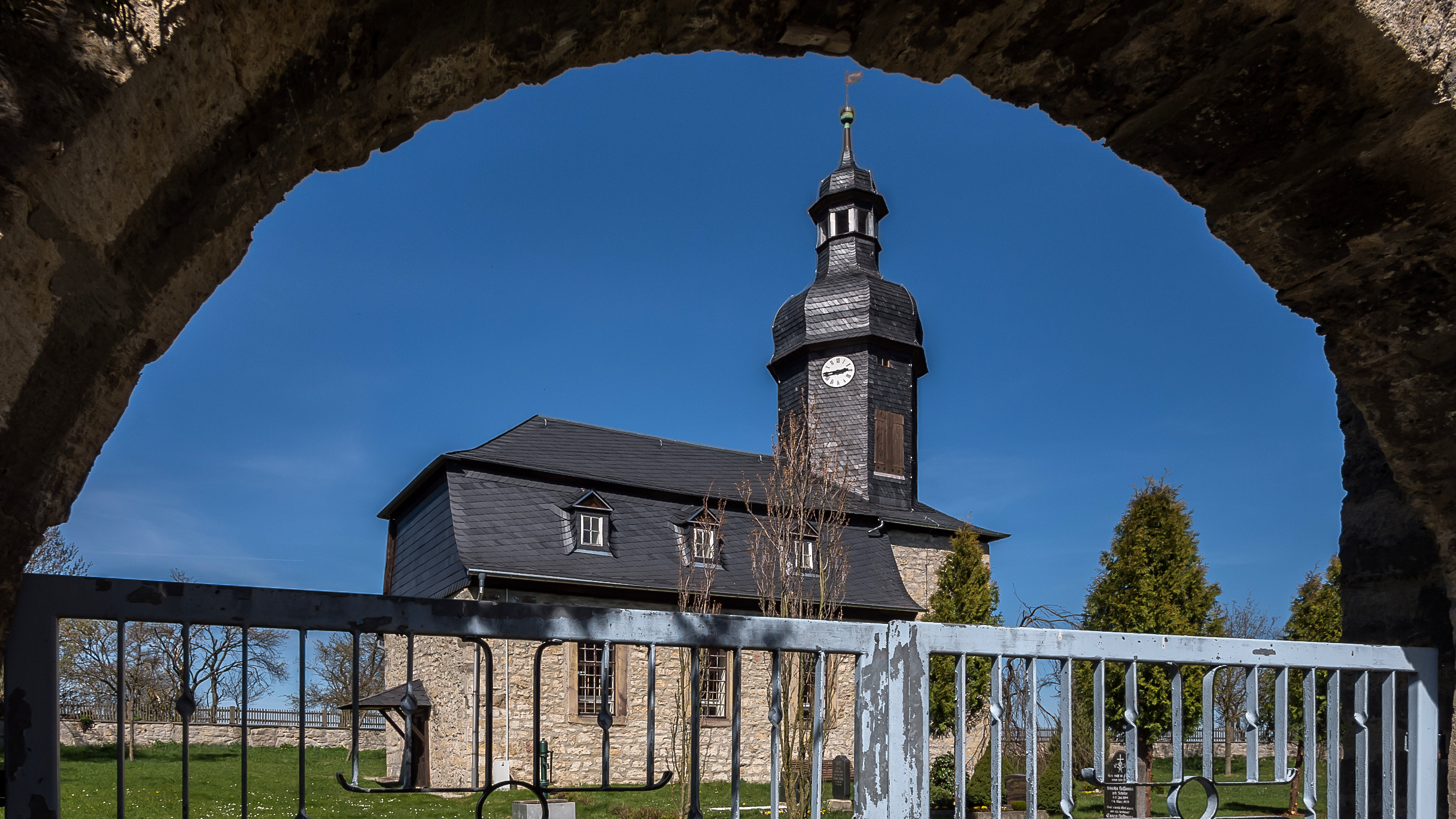
Dorfkirche mit Eingangsbogen
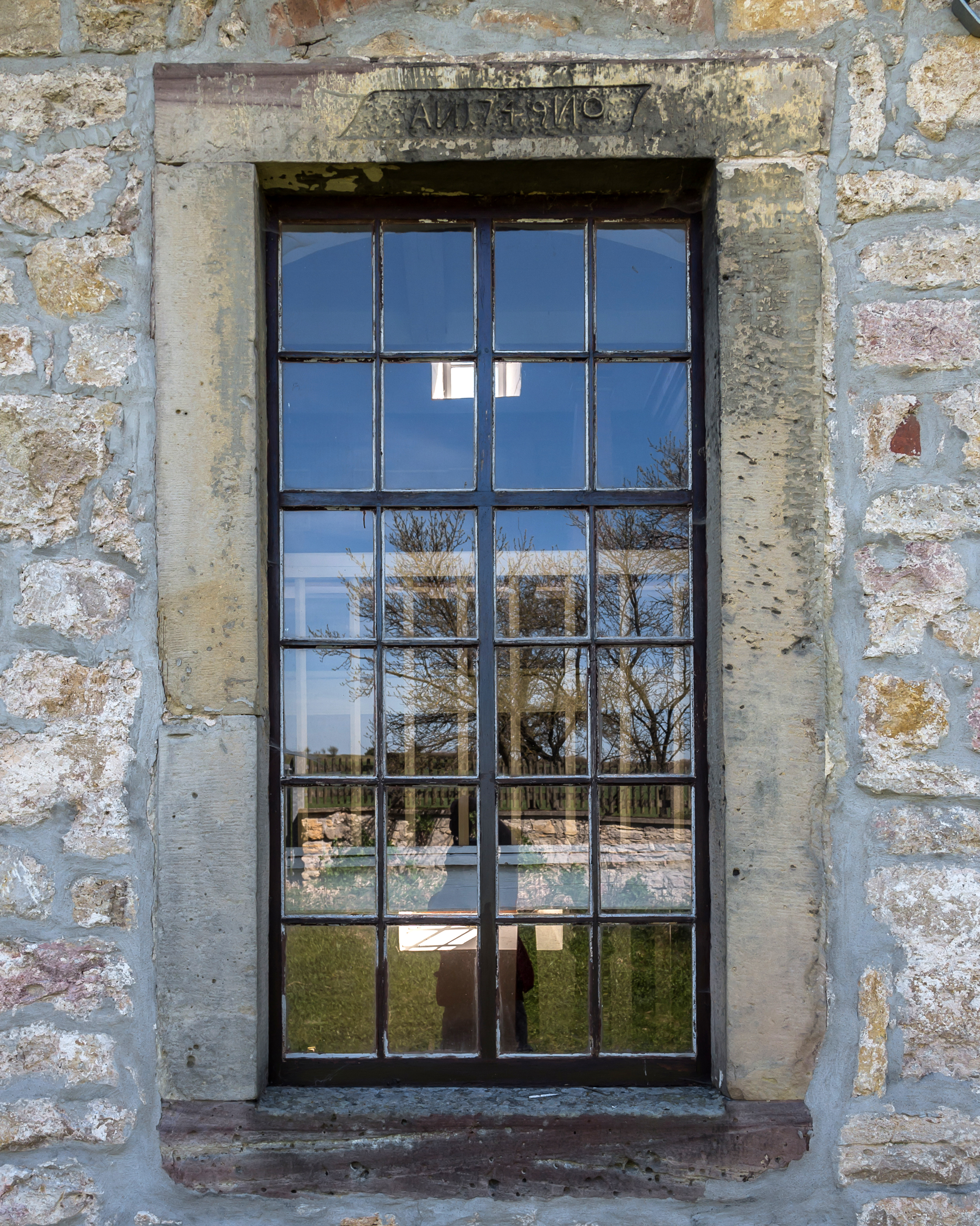
Nordseite Schiff, Fenster mit Inschrift
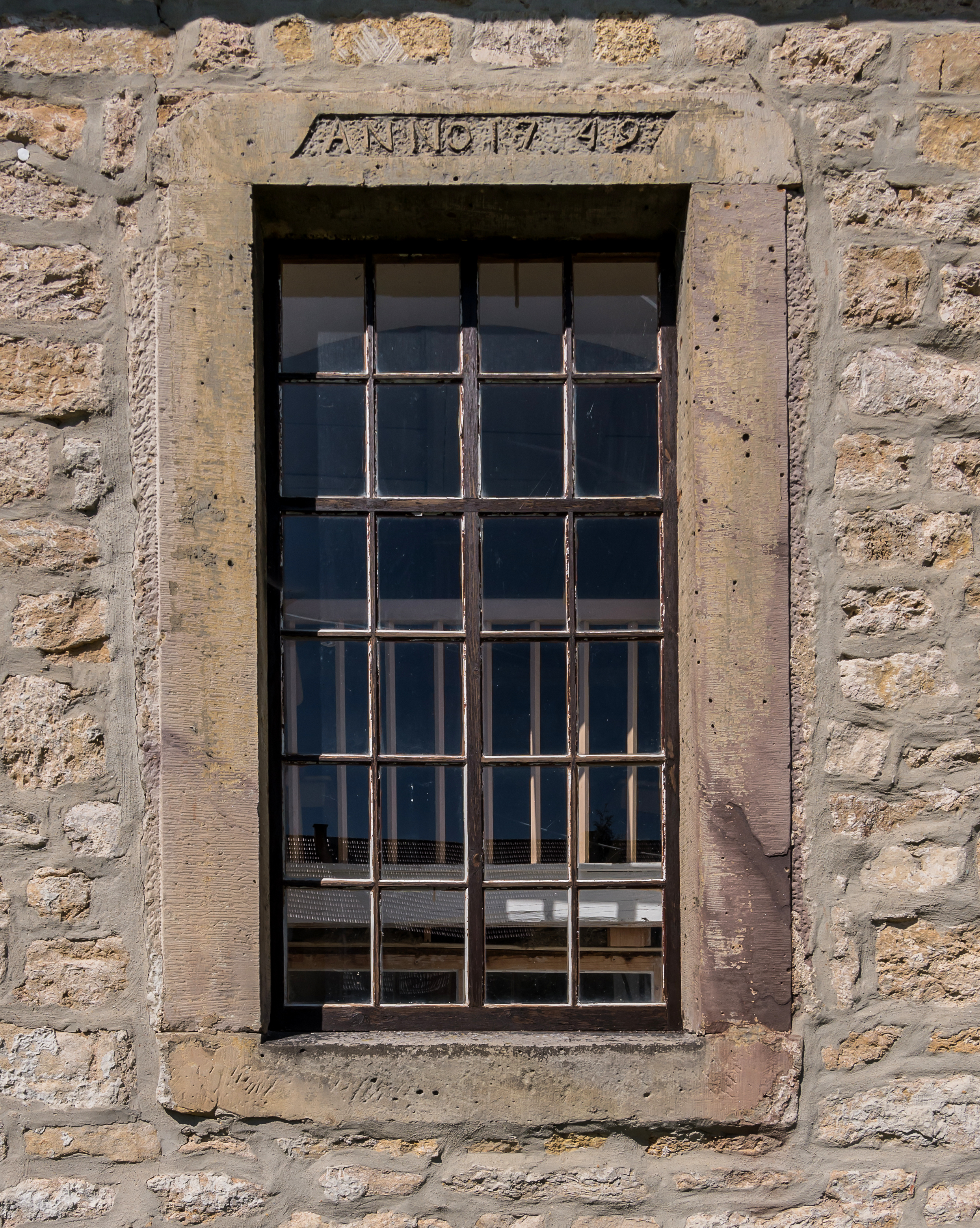
Südseite Schiff Fenster mit Inschrift links
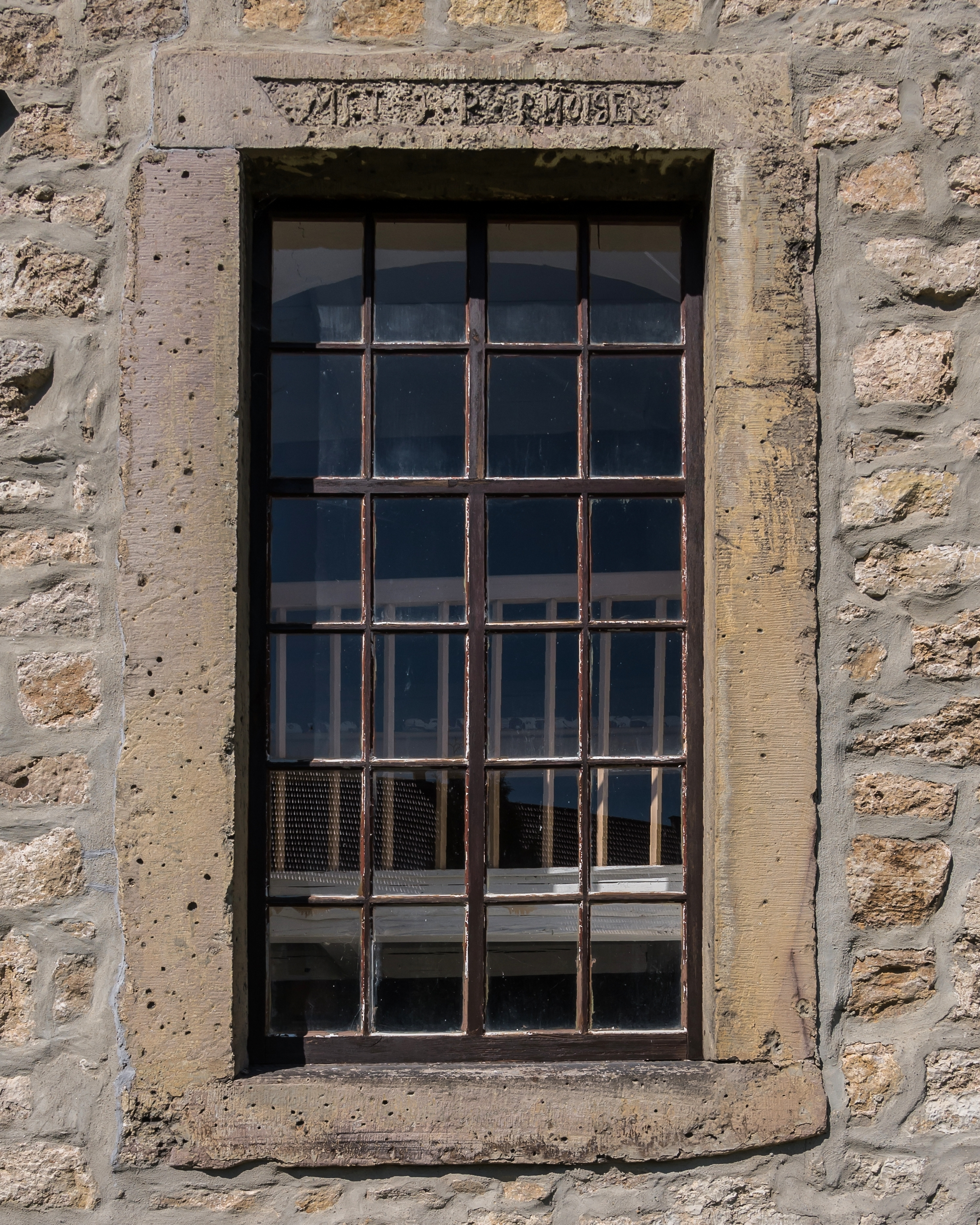
Südseite Schiff Fenster mit Inschrift rechts